# Arcallana
Arcallana (en asturiano y oficialmente Arcayana) es una parroquia española del concejo de Valdés, en Asturias. Ocupa una extensión de 32,153 km² y en 2020 contaba con una población de 177 habitantes (INE, 2020). Asimismo, es una de las poblaciones que forman parte de dicha parroquia.
Está situada a 31 km de la capital del concejo, Luarca. Limita al norte con el mar Cantábrico, al oeste con Cadavedo y Muñás, al sur con Malleza y al este con Cudillero. Sus fiestas se celebran el Día del Carmen, en pleno julio, donde son habituales las verbenas así como el tradicional reparto del Bollu Preñau.

## Núcleos de población
La parroquia está formada por las siguientes poblaciones:
| - Arcallana - Argumosín - Arquillina - Los Baos | - Brañarronda - Busmarzo - El Capiello - Las Cruces | - Foyedo - Gallinero de Arcallana - La Gamotosa - Lendepeña | - La Longa - Las Longas - La Mafalla (2022: 7 hab.) - Las Murias | - Ocinera - El Pueblo - El Ribao - Los Rozos | - Sierraxubín - Sinxania - Tablizo - Villarín |

## Demografía
| Gráfica de evolución demográfica de Arcallana entre 2000 y 2020    |
|                                                                    |
| Población de derecho (2000-2020) según el padrón municipal del INE |

## Patrimonio
- Iglesia de San Julián.[4]